# 동송읍
동송읍(東松邑)은 대한민국 강원특별자치도 철원군의 읍이다. 동송읍의 읍사무소 소재지는 이평리로, 이곳은 철원읍사무소가 위치한 철원읍 화지리와 붙어 있어 실상 하나의 도심을 이루고 있다.
동송읍의 인구는 2019년 12월 31일 주민등록 기준으로 1만5762 명으로, 철원군의 읍·면 중 인구가 가장 많다.

## 연혁
- 1945년 9월 2일 : 미국과 소련이 38선을 경계로 한반도를 분할 점령함으로써 전 지역이 소련군정 관할 아래 들아갔다.
- 1953년 7월 27일 : 한국 전쟁의 정전협정으로 동송면 전부와 어운면 대부분이 수복(收復)되었다.
- 1954년 11월 17일 : 어운면을 동송면에 편입하였다.[1]
- 1980년 12월 1일 : 동송면이 동송읍으로 승격하였다.[2]

## 행정 구역
| 법정리 | 한자명 | 행정리 | 비고                           |
| ------ | ------ | --- | ------------------------------ |
| 이평리 | 二坪里 | 이평1리, 이평2리, 이평3리, 이평4리, 이평5리, 이평6리, 이평7리, 이평8리, 이평9리, 이평10리, 이평11리, 이평12리, 이평13리, 이평14리, 이평15리, 이평16리 | 읍사무소 소재지                |
| 오덕리 | 五德里 | 오덕1리, 오덕2리, 오덕3리, 오덕4리, 오덕5리, 오덕6리, 오덕7리, 오덕8리                                                                                |                                |
| 장흥리 | 長興里 | 장흥1리, 장흥2리, 장흥3리, 장흥4리, 장흥5리 |                                |
| 오지리 | 梧池里 | 오지1리, 오지2리, 오지3리 |                                |
| 상노리 | 上路里 | 상노1리, 상노2리 |                                |
| 대위리 | 大位里 | 대위리 |                                |
| 관우리 | 觀雨里 | - |                                |
| 양지리 | 陽地里 | 양지리 | 어운면에서 편입                |
| 이길리 | 二吉里 | 이길리 | 어운면에서 편입                |
| 하갈리 | 下葛里 | - | 어운면에서 편입 거주 인구 없음 |
| 중강리 | 中江里 | - | 어운면에서 편입 거주 인구 없음 |
| 강산리 | 江山里 | - | 어운면에서 편입 거주 인구 없음 |

## 주요 기관

### 교육 기관
- 철원여자고등학교
- 철원여자중학교
- 용정초등학교
- 장흥초등학교
- 동송초등학교
- 오덕초등학교